# Виваро (Порденоне)
Виваро (итал. Vivaro) је насеље у Италији у округу Порденоне, региону Фурланија-Јулијска крајина.
Према процени из 2011. у насељу је живело 634 становника. Насеље се налази на надморској висини од 131 м.

## Становништво
| 1936. | 1951. | 1961. | 1971. | 1981. | 1991. | 2001. | 2011. |
| ----- | ----- | ----- | ----- | ----- | ----- | ----- | ----- |
| 1.574 | 1.768 | 1.389 | 1.213 | 1.177 | 1.161 | 1.272 | 1.399 |